# Miljacka
Miljacka (srbsky Миљацка) je malá řeka v Bosně a Hercegovině a sice v regionu Sarajevo - Romanija v Republice srbské a v kantonu Sarajevo ve Federaci Bosny a Hercegoviny. Je dlouhá 35,9 km.

## Průběh toku
Pramení nedaleko města Pale, na východ od Sarajeva pod vrchy Jahorina. Vzniká soutokem dvou menších řek; Miljacka Mokranjska, která vytéká z jeskyně u vesnice Kadino Selo a Miljacka Paljanska, která pramení jižně od města Pale. První uvedená je dlouhá 21 km, druhá 13 km. U vesnice Bulozi východně od Sarajeva se obě řeky stékají. Pokračují hlubokým kaňonem, který vede do metropole země Sarajeva. Ještě před tím ale řeku překonává historický Kozí most. V Sarajevu tvoří řeka hlavní osu města a překonává ji řada mostů, některé i známé (např. Latinska ćuprija nebo Čobanija). Řeka zde dotváří typický pohled na město; na jejím nábřeží se nachází některé typické sarajevské budovy z dob existence Rakousko-Uherska, např. hlavní pošta apod. Podél ní je dále v Novém Sarajevu vedena promenáda Vilsonovo šetalište. 
Za okrajem Sarajeva se řeka poté odklání na severovýchod a nedaleko vesnice Rajlovac se vlévá do Bosny.

## Ekologie
Vzhledem k špatným podmínkám z hlediska ochrany životního prostředí je Miljacka známá svým specifickým zápachem a nahnědlou barvou vody. V Sarajevu je její voda zadržována typickými kaskádami, které nicméně také umožňují koncentraci odpadu. Do vody řeky rovněž proniká i voda z kanalizace města Sarajeva; čistička odpadních vod pro město byla poničena během války v Bosně a Hercegovině, oprava zařízení se ukázala být velmi nákladná. V roce 2015 město Sarajevo uskutečnilo několik rozsáhlejších akcí na vyčištění řeky a jejího koryta.